# Radio BIP
Radio BIP (en francès de Franc Comtat: Bisontine, Indépendante et Populaire ; en català: Bisontine, independent i popular) és una ràdio FM local associativa francesa.
Va ser creada el 1977 com a ràdio il·legal i reiniciar el 1981 ple auge de les ràdios lliures, gràcies a l'activista antiglobalització Jean-Jacques Boy.
Aquest mitjà esdevé un referent a partir de l'any 2015, a través del tractament de moviments socials com les Armilles Grogues i amb seva investigacions sobre l'extrema dreta a França.